# إتا (حرف)
إتا (باليونانية:ἦτα) هو الحرف السابع من الأبجدية الإغريقية، يأخذ الحرف شكلين الكبير (Η) والصغير (η).

## الاستخدامات
- يتم استخدامه في الهندسة الكهربائية للإشارة إلى أداء المحركات والمحولات.
- يتم استخدامه في الفيزياء والكيمياء كما اللزوجة من السوائل أو أداء النظام الحرارية.
- يتم استخدامه في إحصاءات للدلالة على قوة اختبار الإحصائية.
- المجالات الكهرومغناطيسية المستخدمة لتحديد خاصية مقاومة من وسيلة مادية.
- يستخدم للإشارة إلى الاقتصاد مرونة تكلفة الإنتاج.
- الحركيات تستخدم لتسمية أي تنسيق من أصل طائرة نقل نحو الطائرة الثابتة.